# マリオ・セガール
マリオ・セガール（Mario Arnold Segale, 1934年4月30日 - 2018年10月27日）は、イタリア系アメリカ人の実業家であり不動産開発業者である。1950年代からアメリカ、ワシントン州のシアトル一帯でさまざまな土地開発プロジェクトに携わった。任天堂のゲーム・キャラクターであるマリオの名は、彼にちなんだものである。

## 不動産事業の成功
セガールが所有していたアスファルトの販売と建設事業を行うM.A.セガール社は、1998年に6,000万ドルでアイルランドの企業であるCRHに売却され、グループ会社のオールドキャッスル・マテリアルの一部門に吸収された。その後もセガールと息子のマークは、シアトル近郊のタックウィラで490エーカーの土地開発を行うなど、さまざまなベンチャー事業に携わった。

## 任天堂とのかかわり
1981年にセガールは自身が所有する倉庫の一つを任天堂アメリカ法人の本社として貸していた。進出当初は苦戦していた任天堂だったが、新しいアーケードゲーム『ドンキーコング』をアメリカでリリースし画期的な大成功をおさめるための下地はできつつあった。まことしやかに語られていた当時の逸話では、大家であったセガールは賃料を滞納していた任天堂に怒鳴りこんだといわれる。激しいやりとりをした挙句、ついにセガールは当時の任天堂アメリカ法人の社長であった荒川實がもうじき支払いをすると約束したのを受けいれその場を立ち去った。その後、荒川たち任天堂のソフト開発者は『ドンキーコング』の「ジャンプマン」といわれていたキャラクターの名前を「マリオ」に変更し、セガールの名を後世に残したといわれる。
このエピソードは1993年にデヴィッド・シェフの『ゲーム・オーバー』で初めて活字化された（しかしこの本におけるセガールの名の誤植により、長い間、彼のラストネームはセガーリ(Segali）と綴るものと考えられていた）。スティーヴン・ケントの『ビデオゲームのアルティメット・ヒストリー』(2001年）にもこの逸話は登場する。その後、このエピソードはインターネットによりひろく出回ることとなった。2015年、任天堂はマリオの名がセガールにちなむものであることを公式に認めた。セガール本人はこの話題について公式の場ではほとんど語っていないが、シアトル・タイムズ紙がおこなった貴重なインタビューでは、次のように冗談めかして応じている。「いまだに私宛に印税の小切手が届くのを待っているとも言えるね」。

## 政治献金
2004年のシアトル・タイムズの調査により、セガールはワシントン州における政治献金額でトップ50にはいることがわかった。大きなものでは、セガールと息子のマークは、2000年から2007年にかけて民主党の候補者や政治団体に9万ドル以上の寄付を行っていた。その献金の一部は、セガールの会社が計画した私有地開発における、道路建設のための州の財源確保を約束する議員を選出することを目的としていた。

## 死去
マリオ・セガールは2018年10月27日にワシントン州タックウィラの自宅で亡くなった。84歳だった。